# Baza de Jerdon
El baza de Jerdon (Aviceda jerdoni) és un ocell rapinyaire de la família dels accipítrids (Accipitridae). Habita zones de bosc i selva a l'Índia meridional i nord-oriental, Sri Lanka, Bangladesh, Sud-est Asiàtic, sud de la Xina, Sumatra, Borneo, Sulawesi i Filipines. El seu estat de conservació es considera de risc mínim.